# ناثان بيلي
ناثان بيلي (بالإنجليزية: Nathan Bailey)‏ هو ترامبوليني ‏ بريطاني، ولد في 24 يوليو 1993.

## وصلات خارجية
- ناثان بيلي على موقع الاتحاد الدولي للجمباز (licence) (الإنجليزية)
- ناثان بيلي على موقع الاتحاد الدولي للجمباز (biography) (الإنجليزية)
- ناثان بيلي على موقع أوليمبيديا (الإنجليزية)